# Bagrus bajad
Bagrus bajad е вид лъчеперка от семейство Bagridae. Видът не е застрашен от изчезване.

## Разпространение
Разпространен е в Бенин, Буркина Фасо, Гана, Египет, Еритрея, Етиопия, Камерун, Кения, Нигер, Нигерия, Сенегал, Уганда, Централноафриканска република, Чад и Южен Судан.

## Описание
На дължина достигат до 1,1 m, а теглото им е максимум 12,5 kg.
Продължителността им на живот е около 8 години.